# مزایده ترکیبی
مزایده ترکیبی، (به انگلیسی: combinatorial auction) در بعضی از موارد خریداران نیازمند مجموعه‌ای از کالاهای به حراج گذاشته شده می‌باشند که به آن بسته خرید می‌گویند. به عنوان مثال اگر یک دوچرخه را در نظر بگیرید، چنانچه چرخ‌های دوچرخه جداگانه و بدنه دوچرخه جداگانه به فروش برسد، یک پیشنهاد دهنده ممکن است برای سبدی مشتمل بر یک چرخ و یک بدنه ۰ دلار پیشنهاد دهد ولی برای سبدی شامل دو چرخ و یک بدنه ۲۰۰ دلار پیشنهاد بدهد. اگر خریدار مجبور باشد برای هر یک از کالاهای درون سبد به‌طور جداگانه در مزایده شرکت کند، ممکن است که دچار ضرر شود چرا که چنانچه در خرید کالاهای ابتدایی سبد موفق شود با شکست خوردن در مزایده کالاهای بعدی سبد دچار خسران می‌شود. این مشکل با فروش تمام کالاها به‌صورت هم‌زمان و اجازه دادن به خریداران برای خرید چندی کالا، قابل حل شدن است. در چنین مزایده‌ای اگر پیشنهاددهنده در مجموعه کالاهایی که متقاضی آن است برنده شد، تمام سبد به او تعلق می‌گیرد و در غیر این صورت هیچ‌کدام از کالاها به او اختصاص داده نمی‌شود. خریداران هم‌چنین ممکن است تنها بتوانند یک سبد را برای خرید انتخاب کنند و نه بیش‌تر. مرتب ساختن پیشنهادهای خریداران برای این‌که مشخص شود کدام خریدار در مزایده کدام سبد برنده‌است (و گاهی محاسبه مبلغی که برای سبد باید پرداخته شود) معمولاً بسیار پیچیده‌است. برای محاسبه معمولاً از الگوریتم‌های بهینه‌سازی مانند برنامه‌ریزی خطی استفاده می‌کنند.